# Llista de topònims de Riudecols
Llista de topònims (noms propis de lloc) del municipi de Riudecols, al Baix Camp
Informació actualitzada per un bot. Els canvis manuals es perdran quan s'actualitzi!

## cementiri
| imatge | Nom                    | Ubicat a  | instància de | Detalls | coordenades                                                          | Protecció | Commons (més fotos)    | Dades a WD                    |
| ------ | ---------------------- | --------- | ------------ | ------- | -------------------------------------------------------------------- | --------- | ---------------------- | ----------------------------- |
|        | cementiri de Riudecols | Riudecols | cementiri    |         | 41° 09′ 59″ N, 0° 59′ 05″ E / 41.1664267430045°N,0.984658174451098°E |           |                        | Modifica les dades a Wikidata |
|        | cementiri de les Irles | Riudecols | cementiri    |         | 41° 10′ 12″ N, 0° 56′ 45″ E / 41.170045°N,0.945884°E les Irles       |           | Cementiri de les Irles | Modifica les dades a Wikidata |

## cova
| imatge | Nom                   | Ubicat a  | instància de | Detalls | coordenades                                                          | Protecció | Commons (més fotos) | Dades a WD                    |
| ------ | --------------------- | --------- | ------------ | ------- | -------------------------------------------------------------------- | --------- | ------------------- | ----------------------------- |
|        | cova de Mas d'en Bosc | Riudecols | cova         |         | 41° 09′ 51″ N, 0° 57′ 09″ E / 41.1641477623085°N,0.952487138135626°E |           |                     | Modifica les dades a Wikidata |
|        | cova de l'Andreia     | Riudecols | cova         |         | 41° 10′ 45″ N, 0° 59′ 07″ E / 41.1793007078939°N,0.985324468534115°E |           |                     | Modifica les dades a Wikidata |
|        | cova del Catxa        | Riudecols | cova         |         | 41° 10′ 30″ N, 0° 58′ 59″ E / 41.1751199796431°N,0.983187628264287°E |           |                     | Modifica les dades a Wikidata |

## entitat singular de població
| imatge | Nom        | Ubicat a  | instància de                                   | Detalls | coordenades                                                                   | Protecció | Commons (més fotos) | Dades a WD                    |
| ------ | ---------- | --------- | ---------------------------------------------- | ------- | ----------------------------------------------------------------------------- | --------- | ------------------- | ----------------------------- |
|        | Riu-club   | Riudecols | entitat singular de població                   | 208 hab | 41° 10′ 21″ N, 0° 58′ 22″ E / 41.1726061249734°N,0.972881966337849°E 349 msnm |           |                     | Modifica les dades a Wikidata |
|        | Riudecols  | Riudecols | entitat singular de població capital municipal | 997 hab | 41° 10′ 08″ N, 0° 58′ 34″ E / 41.169°N,0.97625°E 297 msnm                     |           |                     | Modifica les dades a Wikidata |
|        | les Irles  | Riudecols | entitat singular de població                   | 37 hab  | 41° 10′ 14″ N, 0° 56′ 50″ E / 41.1705737130103°N,0.947137503247275°E 368 msnm |           | Les Irles           | Modifica les dades a Wikidata |
|        | les Voltes | Riudecols | entitat singular de població                   | 6 hab   | 41° 09′ 57″ N, 0° 59′ 38″ E / 41.165772508954°N,0.99396780689599°E 286 msnm   |           | Les Voltes          | Modifica les dades a Wikidata |

## església
| imatge | Nom                                         | Ubicat a  | instància de             | Detalls                                                  | coordenades                                                                           | Protecció                                  | Commons (més fotos)                                      | Dades a WD                    |
| ------ | ------------------------------------------- | --------- | ------------------------ | -------------------------------------------------------- | ------------------------------------------------------------------------------------- | ------------------------------------------ | -------------------------------------------------------- | ----------------------------- |
|        | Concepció de la Mare de Déu de les Voltes   | Riudecols | església                 | Estil: arquitectura del Renaixement arquitectura popular | 41° 09′ 57″ N, 0° 59′ 35″ E / 41.165957°N,0.992961°E ca:Pl. de l'Església, les Voltes | bé integrant del patrimoni cultural català | Església de la Concepció de la Mare de Déu de Les Voltes | Modifica les dades a Wikidata |
|        | Ermita de Sant Bartomeu                     | Riudecols | església                 | Estil: arquitectura popular                              | 41° 09′ 34″ N, 0° 59′ 00″ E / 41.1595°N,0.983412°E                                    | bé cultural d'interès local                |                                                          | Modifica les dades a Wikidata |
|        | Església sufragània de Sant Antoni de Pàdua | Riudecols | església església filial | Estil: arquitectura popular                              | 41° 10′ 13″ N, 0° 56′ 45″ E / 41.170347°N,0.945965°E                                  | bé integrant del patrimoni cultural català | Església sufragània de Sant Antoni de Pàdua (Riudecols)  | Modifica les dades a Wikidata |
|        | Sant Pere de Riudecols                      | Riudecols | església                 | Estil: arquitectura del Renaixement                      | 41° 10′ 05″ N, 0° 58′ 34″ E / 41.1681°N,0.976189°E                                    | bé cultural d'interès local                | Sant Pere de Riudecols                                   | Modifica les dades a Wikidata |
|        | capella de la Creu de Sant Venerand         | Riudecols | església capella         | Estil: arquitectura popular                              | 41° 10′ 28″ N, 0° 58′ 31″ E / 41.174314°N,0.975187°E                                  | bé cultural d'interès local                |                                                          | Modifica les dades a Wikidata |

## font
| imatge | Nom                   | Ubicat a  | instància de | Detalls | coordenades                                                          | Protecció | Commons (més fotos) | Dades a WD                    |
| ------ | --------------------- | --------- | ------------ | ------- | -------------------------------------------------------------------- | --------- | ------------------- | ----------------------------- |
|        | font del Batuny       | Riudecols | font         |         | 41° 11′ 00″ N, 0° 58′ 52″ E / 41.1832537954492°N,0.98114962754749°E  |           |                     | Modifica les dades a Wikidata |
|        | font del Pere del Mas | Riudecols | font         |         | 41° 11′ 07″ N, 0° 57′ 40″ E / 41.1852074831102°N,0.961166562254077°E |           |                     | Modifica les dades a Wikidata |

## masia
| imatge | Nom                    | Ubicat a  | instància de | Detalls                         | coordenades                                                          | Protecció                                  | Commons (més fotos)      | Dades a WD                    |
| ------ | ---------------------- | --------- | ------------ | ------------------------------- | -------------------------------------------------------------------- | ------------------------------------------ | ------------------------ | ----------------------------- |
|        | Caseta de la Vilavella | Riudecols | masia        |                                 | 41° 09′ 07″ N, 0° 59′ 01″ E / 41.15208174002°N,0.98366033168992°E    |                                            |                          | Modifica les dades a Wikidata |
|        | Mas d'en Bosc          | Riudecols | masia        |                                 | 41° 09′ 58″ N, 0° 57′ 34″ E / 41.1661514719605°N,0.959314124074871°E |                                            |                          | Modifica les dades a Wikidata |
|        | Mas d'en Cabrer        | Riudecols | masia        | Estil: arquitectura popular     | 41° 10′ 35″ N, 0° 58′ 14″ E / 41.1763°N,0.97046°E                    | bé integrant del patrimoni cultural català |                          | Modifica les dades a Wikidata |
|        | Mas d'en Fum           | Riudecols | masia        | Estil: arquitectura popular     | 41° 10′ 58″ N, 0° 57′ 46″ E / 41.18275°N,0.96277°E                   | bé integrant del patrimoni cultural català |                          | Modifica les dades a Wikidata |
|        | Mas d'en Gil           | Riudecols | masia        | Estil: arquitectura neoclàssica | 41° 09′ 45″ N, 0° 59′ 34″ E / 41.16257°N,0.9929°E                    | bé cultural d'interès local                | Mas d'en Gil (Riudecols) | Modifica les dades a Wikidata |
|        | Mas d'en Vall          | Riudecols | masia        | Estil: arquitectura popular     | 41° 10′ 53″ N, 0° 57′ 38″ E / 41.1815°N,0.960469°E                   | bé integrant del patrimoni cultural català |                          | Modifica les dades a Wikidata |
|        | Mas de l'Ascó          | Riudecols | masia        |                                 | 41° 09′ 52″ N, 0° 59′ 28″ E / 41.1644510176017°N,0.991178868427618°E |                                            |                          | Modifica les dades a Wikidata |
|        | Mas de la Coixa        | Riudecols | masia        |                                 | 41° 10′ 33″ N, 0° 56′ 40″ E / 41.1758137702618°N,0.944494258659728°E |                                            |                          | Modifica les dades a Wikidata |
|        | Mas de la Girada       | Riudecols | masia        |                                 | 41° 11′ 05″ N, 0° 58′ 24″ E / 41.18479694°N,0.97343056°E             |                                            |                          | Modifica les dades a Wikidata |
|        | Mas de n'Huguet        | Riudecols | masia        |                                 | 41° 10′ 45″ N, 0° 59′ 02″ E / 41.1792400859728°N,0.983919560122545°E |                                            |                          | Modifica les dades a Wikidata |
|        | Mas del Linus          | Riudecols | masia        |                                 | 41° 10′ 43″ N, 0° 56′ 30″ E / 41.1785848248386°N,0.941796762164818°E |                                            |                          | Modifica les dades a Wikidata |
|        | Maset del Grau         | Riudecols | masia        |                                 | 41° 10′ 39″ N, 0° 58′ 38″ E / 41.1776°N,0.977269°E                   |                                            |                          | Modifica les dades a Wikidata |

## molí d'aigua
| imatge | Nom                       | Ubicat a  | instància de | Detalls                     | coordenades                                                          | Protecció                                  | Commons (més fotos) | Dades a WD                    |
| ------ | ------------------------- | --------- | ------------ | --------------------------- | -------------------------------------------------------------------- | ------------------------------------------ | ------------------- | ----------------------------- |
|        | Mas de Molinet            | Riudecols | molí d'aigua |                             | 41° 10′ 35″ N, 0° 58′ 29″ E / 41.1762849852838°N,0.974640135894835°E |                                            |                     | Modifica les dades a Wikidata |
|        | Molí del Mas d'en Molinet | Riudecols | molí d'aigua | Estil: arquitectura popular | 41° 10′ 34″ N, 0° 58′ 28″ E / 41.176113°N,0.974504°E                 | bé integrant del patrimoni cultural català |                     | Modifica les dades a Wikidata |
|        | Molí del Mas de n'Huguet  | Riudecols | molí d'aigua | Estil: arquitectura popular | 41° 10′ 34″ N, 0° 58′ 55″ E / 41.176133°N,0.981957°E                 | bé integrant del patrimoni cultural català |                     | Modifica les dades a Wikidata |

## muntanya
| imatge | Nom         | Ubicat a              | instància de | Detalls | coordenades                                                             | Protecció | Commons (més fotos) | Dades a WD                    |
| ------ | ----------- | --------------------- | ------------ | ------- | ----------------------------------------------------------------------- | --------- | ------------------- | ----------------------------- |
|        | Puigcerver  | Alforja Riudecols     | muntanya     |         | 41° 11′ 37″ N, 0° 55′ 54″ E / 41.1935878726°N,0.931584555592°E 834 msnm |           | Puigcerver          | Modifica les dades a Wikidata |
|        | Puiggròs    | Riudecols             | muntanya     |         | 41° 10′ 25″ N, 0° 58′ 19″ E / 41.1737°N,0.971956°E 439.8 msnm           |           |                     | Modifica les dades a Wikidata |
|        | Puigmarí    | Duesaigües Riudecols  | muntanya     |         | 41° 09′ 44″ N, 0° 56′ 44″ E / 41.16216944°N,0.94544444°E 664.2 msnm     |           |                     | Modifica les dades a Wikidata |
|        | Puigvoltor  | Riudecols Riudecanyes | muntanya     |         | 41° 09′ 29″ N, 0° 57′ 35″ E / 41.1581°N,0.959725°E 596.3 msnm           |           |                     | Modifica les dades a Wikidata |
|        | Punta Alta  | Alforja Riudecols     | muntanya     |         | 41° 11′ 15″ N, 0° 57′ 42″ E / 41.18760278°N,0.96176389°E 597.8 msnm     |           |                     | Modifica les dades a Wikidata |
|        | el Bres     | Riudecols Riudecanyes | muntanya     |         | 41° 09′ 14″ N, 0° 58′ 39″ E / 41.153937°N,0.977411°E 525 msnm           |           | El Bres             | Modifica les dades a Wikidata |
|        | la Bruguera | Riudecols Botarell    | muntanya     |         | 41° 10′ 41″ N, 0° 59′ 43″ E / 41.178125°N,0.99534444°E 478.3 msnm       |           |                     | Modifica les dades a Wikidata |

## pedrera
| imatge | Nom                 | Ubicat a  | instància de | Detalls | coordenades                                                          | Protecció | Commons (més fotos) | Dades a WD                    |
| ------ | ------------------- | --------- | ------------ | ------- | -------------------------------------------------------------------- | --------- | ------------------- | ----------------------------- |
|        | Pedrera Annabelén   | Riudecols | pedrera      |         | 41° 10′ 24″ N, 0° 59′ 26″ E / 41.1734032324124°N,0.990607292222495°E |           |                     | Modifica les dades a Wikidata |
|        | Pedreres del Foment | Riudecols | pedrera      |         | 41° 09′ 49″ N, 0° 56′ 36″ E / 41.1635954838441°N,0.943231449592367°E |           |                     | Modifica les dades a Wikidata |

## pont
| imatge | Nom                | Ubicat a  | instància de | Detalls | coordenades                                                          | Protecció | Commons (més fotos) | Dades a WD                    |
| ------ | ------------------ | --------- | ------------ | ------- | -------------------------------------------------------------------- | --------- | ------------------- | ----------------------------- |
|        | Pont de la Catanca | Riudecols | pont         |         | 41° 09′ 56″ N, 0° 59′ 09″ E / 41.1654401537494°N,0.985928016601188°E |           |                     | Modifica les dades a Wikidata |
|        | Pont de les Voltes | Riudecols | pont         |         | 41° 09′ 54″ N, 0° 59′ 48″ E / 41.1648902457992°N,0.996743615110526°E |           |                     | Modifica les dades a Wikidata |

## Misc
| imatge | Nom                            | Ubicat a                             | instància de                                        | Detalls                                  | coordenades                                                                                       | Protecció                                            | Commons (més fotos)          | Dades a WD                    |
| ------ | ------------------------------ | ------------------------------------ | --------------------------------------------------- | ---------------------------------------- | ------------------------------------------------------------------------------------------------- | ---------------------------------------------------- | ---------------------------- | ----------------------------- |
|        | Aqüeducte del Mas d'en Vall    | Riudecols                            | aqüeducte pont                                      | Estil: arquitectura popular              | 41° 10′ 59″ N, 0° 57′ 35″ E / 41.182964°N,0.959675°E                                              | bé cultural d'interès local                          |                              | Modifica les dades a Wikidata |
|        | Cal Salvador Perelló           | Riudecols                            | casa                                                |                                          | 41° 10′ 07″ N, 0° 58′ 32″ E / 41.16868°N,0.97547°E                                                | bé cultural d'interès local                          |                              | Modifica les dades a Wikidata |
|        | Centre històric de Riudecols   | Riudecols                            | centre històric                                     | Estil: arquitectura popular              | 41° 10′ 07″ N, 0° 58′ 32″ E / 41.168561°N,0.975682°E                                              | bé cultural d'interès local                          |                              | Modifica les dades a Wikidata |
|        | Serra del Fum                  | Alforja Riudecols                    | serra                                               |                                          | 41° 11′ 18″ N, 0° 57′ 27″ E / 41.1884°N,0.957425°E 605.4 msnm                                     |                                                      |                              | Modifica les dades a Wikidata |
|        | Torre dels Moros               | Riudecols                            | torre de sentinella jaciment arqueològic necròpolis | Estil: arquitectura popular 16th century | 41° 09′ 15″ N, 0° 59′ 21″ E / 41.154072°N,0.989179°E ca:Les Irles, partida de les Roques 283 msnm | bé d'interès cultural bé cultural d'interès nacional | Torre dels Moros (Riudecols) | Modifica les dades a Wikidata |
|        | casa consistorial de Riudecols | Riudecols                            | casa consistorial                                   |                                          | 41° 10′ 08″ N, 0° 58′ 35″ E / 41.1689573°N,0.9762529°E                                            |                                                      |                              | Modifica les dades a Wikidata |
|        | les Costes                     | Riudecols                            | nucli d'entitat singular de població                | 117 hab                                  | 41° 10′ 04″ N, 0° 58′ 51″ E / 41.16781463°N,0.98076953°E 310 msnm                                 |                                                      |                              | Modifica les dades a Wikidata |
|        | riera de Riudecols             | Riudecols Botarell Montbrió del Camp | curs d'aigua                                        |                                          | 41° 07′ 29″ N, 1° 00′ 06″ E / 41.124722222222°N,1.0016666666667°E                                 |                                                      |                              | Modifica les dades a Wikidata |